# 間宮精一
間宮 精一（まみや せいいち、1899年（明治32年）1月17日 - 1989年（昭和64年）1月6日）は日本の発明家、カメラ設計者で、マミヤ光機製作所（後マミヤ光機株式会社を経て現マミヤ・オーピー）の創業者。

## 家族
父は事業家兼発明家の間宮勝三郎で静岡県伊豆の国市大仁で木屋呉服店等様々なビジネスを営んでいた。木屋は良く当たるまみや宝くじたばこ店（木屋間宮商店）として間宮勝三郎の末裔で鈴木貫太郎総理の縁戚者により営業が続いている。発明家でもあり生涯に計算機や金庫で30件程特許や実用新案を登録している。1919年（大正8年）間宮式金庫を発明し、同年間宮堂を創業しその事業に専念するようになった。
甥は奇人として有名だった将棋棋士六段の間宮純一。
間宮家は宇多源氏佐々木氏の佐々木神社神主家系で、戦国時代は武田や北条、後には徳川の旗本の家柄。地元では山中城で奮戦した間宮康俊が知られている。
幕末明治には学校教育などにも力を注いだ一族である。

## 写真愛好家
中学生の頃より写真機や撮影に深く興味を持ち、写真雑誌のコンテストに投稿するようになった。
浅草にあったヤマト商会という写真機店の店主がアマチュアの面倒見が良く「ヤマト写真倶楽部」という同好会を作っており、木村伊兵衛や井上正夫とともに所属していた。
「懸賞荒し」の異名を取るほど非常に入選が多く、特徴的な作画は審査員に覚えられてしまい、ある時などは「いつも賞金賞品を独占するのはまずい」と考え友人の名前を借りて応募したがこれも入賞、出版社から電話があり「この作品は間宮さんのではないか、それを認めるなら入選させる」と白状させられたこともあったほどであった。カメラの機構に深い興味があり、この頃から「いつかは舶来品を凌駕する立派な国産カメラを作ろう。」と考え写真機の考案をしていた。
アサヒカメラのコンテストの一等賞品にライカが出た際にこれを獲得し、1931年に野崎昌人、柳勇吉、畑宗一などとライカ倶楽部を結成して写真活動をした。1938年にはアルス社から「ライカの使い方」を出版している。

## 金銭登録機
精一は父の事業を手伝っていたが、1923年関東大震災の前後高価な金庫の需要が減りまた進歩した海外製品が輸入されるようになって父の事業は窮地に立たされた。このため精一は父の事業の手伝いを止めて輸入品に対抗できるキャッシュレジスター製造を決心、鉄道人夫の空き家を借りて食事は家族より握り飯を差し入れてもらって研究する毎日となり「間宮の坊やは頭が変になった」と言われつつ「間宮式加減算機」を発明、さらにはそれをベースに1926年日本初のキャッシュレジスター「間宮式金銭登録機」を発明し、1927年5月には試作に成功した。舶来品より国産は低く見られた時代で当初この製品はなかなか売れなかったが、1928年に国産振興博覧会に出品し優良国産賞を受け、表彰式の場で役員だった藤山雷太に事業化を訴え、藤山雷太は息子の藤山愛一郎を紹介、藤山愛一郎から資金の提供を仰ぎ1928年間宮堂を改組し藤山愛一郎を社長として日本金銭登録機株式会社（現日本NCR）が設立され、間宮精一はこの会社の技師長となった。世界でも2番目のレジスターメーカーである。この会社は1935年にNCRの日本法人となったため、レジスターの国産化を目標としていた間宮精一は1937年5月に退社、カメラ開発に転身した。

## カメラ開発
レジスターの量産からカメラ開発に転身した間宮は、まず、他にあまり類を見ない、フィルム面の前後移動によりフォーカシングを行うバックフォーカシング機構を完成させた。その発明「寫眞器ニ於ケル焦點調整装置」（実用新案第294734号）は1939年（昭和14年）に出願され1940年（昭和15年）に公告されている（実公昭15-14673）。また創業にあたっては、写真の弟子であった菅原恒二郎が銀行家であった父を紹介して資金調達し、菅原恒二郎が社長、間宮精一が技師長となり1940年5月にマミヤ光機製作所を設立した。
マミヤ光機はバックフォーカシング機構を採用し製品化したカメラ「マミヤシックス」を発売した。軍隊などの機関に予約販売する方法を新しく取ったところ意外に反響が大きく申込者250人、予約金は6万円に達したが、精一は「納得いかない機械は出さない」が信条で改良を重ねて納期が遅れ、始末書を取られたこともあったという。
間に戦争もあったものの、その後もマミヤ光機は順調に成長し、各種のカメラを設計・生産した。マミヤ光機は後にオリムピックと合併しマミヤ・オーピーとなった。
間宮自身は、レンズ交換式二眼レフカメラの基礎発明を終えると、1955年に同社顧問に退いた。1966年にマーシャル光学を設立、マーシャルプレスを設計発売している。
昭和天皇崩御の前日である1989年1月6日（昭和64年1月6日）に亡くなった。